# Aristolochia conferta
Aristolochia conferta är en piprankeväxtart som beskrevs av Philip Miller. Aristolochia conferta ingår i släktet piprankor, och familjen piprankeväxter. Inga underarter finns listade i Catalogue of Life.